# マルバノイチヤクソウ
マルバノイチヤクソウ（丸葉の一薬草、学名：Pyrola nephrophylla ）はツツジ科（旧分類ではイチヤクソウ科）イチヤクソウ属の常緑の多年草 。
旧分類のイチヤクソウ科は、新しいAPG植物分類体系では科全体がツツジ科に含められている。

## 特徴
根茎は細長く地上を横にはい、長い匐枝をだす。葉はやや革質で2-5個がロゼット状に集まってつく。葉には、長さ2-5cmの葉柄があり、葉身の長さ1.5-2.5cm、幅1.5-3.5cmの扁円形で、長さより幅が広く、先端は円いかややへこみ、基部は心形、縁には低鋸歯がある。葉の形は同属のジンヨウイチヤクソウに似るが、本種にはジンヨウイチヤクソウにある葉脈に沿う白斑がない。
花期は6-7月。葉の間から高さ15-20cmになる花茎を伸ばし、総状花序をつけ、5-10個の花が下向きにつく。花茎はやや赤みがかり、披針形で膜質の先が鋭くとがった長さ7-12mmになる鱗片葉が2-3個ある。苞は披針形で先は鋭くとがり、膜質で長さ4-7mmになる。萼片は5個で、3角状卵形で先はとがり、長さ約2mm、幅は約1.5mmになる。花は白色でやや赤みをおびる。花径10-13mmの広鐘形になり、花弁は5個あり離生し、下向きに咲く。雄蕊は10個ある。花柱は長く突き出て湾曲し、長さ6-8mmになり柱頭は小さく5裂する。果実は径5-6mmの蒴果になる。
和名の由来は、同属のイチヤクソウに似るが、葉が円いことによる。

## 分布と生育環境
南千島、北海道、本州、四国、九州に分布し、山地帯から亜高山帯の林床や林縁に生育する。

## 下位分類
- ベニバナマルバノイチヤクソウ Pyrola nephrophylla (Andres) Andres f. rosea Sugim.

## ギャラリー
- 葉は楕円形で葉柄がある。
- 花茎の下部に鱗片葉がある。
- 若い果実。萼片の先はとがる。